# Casea
Il casea (gen. Casea) è un sinapside estinto, vissuto nel Permiano inferiore in Europa e in Nordamerica.
L'aspetto di questo animale era piuttosto strano: lungo circa 1,2 metri, il casea era dotato di un corpo estremamente largo e di robuste zampe. Il cranio, invece, era molto piccolo, corto e dotato di una dentatura tipica di un animale erbivoro. Sulla mandibola non erano presenti denti. Il casea apparteneva a una linea primitiva di pelicosauri, i caseidi, che prosperarono fino al Permiano medio, e furono gli ultimi pelicosauri a scomparire. Lo stile di vita del casea doveva essere semplice: era un erbivoro che passava il tempo a nutrirsi di fogliame e a rimanere disteso sulle rocce per regolare la sua temperatura corporea grazie al suo vasto corpo. I suoi principali predatori dovevano essere altri pelicosauri, come il ben noto dimetrodonte e Varanops. Un suo parente, Cotylorhynchus, superava i tre metri di lunghezza.